# مايكل اشكروفت
مايكل اشكروفت (بالإنجليزية: Michael Ashcroft)‏‏ (4 مارس 1946 في تشيتشستر - ) سياسي، وشخصية أعمال من المملكة المتحدة.

## الجوائز
- نيشان القديسين ميخائيل وجرجس من رتبة فارس قائد